# Ruy băng đỏ
Ruy băng đỏ là một biểu tượng ruy băng màu đỏ có một vài ý nghĩa khác nhau trong các ngữ cảnh khác nhau. Nó được dùng như là biểu tượng cho việc ngăn chặn lái xe say rượu hay là biểu tượng cho cộng đồng người sống chung với HIV/HIV/AIDS.

## Giải thưởng hội chợ
Tại các hội chợ ở Canada, ruy băng đỏ là giải thưởng được trao cho người đạt giải nhất; trong khi ở Hoa Kỳ, ruy băng trao cho người đạt giải nhì. Các loại ruy băng được trao giải tại các hội chợ ở Hoa Kỳ và Canada được liệt kê theo thứ hạng như sau:

### Hoa Kỳ
1. Ruy băng xanh
2. Ruy băng đỏ
3. Ruy băng trắng
4. Ruy băng vàng
5. Ruy băng xanh lục
6. Ruy băng cam
7. Ruy băng tím
8. Ruy băng nâu

### Canada
1. Ruy băng đỏ
2. Ruy băng xanh
3. Ruy băng trắng
4. Ruy băng vàng
5. Ruy băng xanh lục
6. Ruy băng cam
7. Ruy băng tím
8. Ruy băng nâu